# Klaus Scheufelen
Klaus Heinrich Scheufelen (* 30. Oktober 1913 in Oberlenningen; † 26. Januar 2008 in Tübingen) war ein deutscher Ingenieur, Unternehmer und Politiker (CDU).

## Leben

### Ausbildung
Klaus Scheufelen wurde am 30. Oktober 1913 als Sohn des Papierfabrikanten Adolf Scheufelen in Oberlenningen geboren. Seine Mutter Paula Goßler (1877–1953) war die Tochter eines pfälzischen Papierfabrikanten. Nach dem Abitur 1931 nahm er ein Studium der Ingenieurwissenschaften (Fachrichtung Papierfabrikation) an der Technischen Universität Darmstadt auf, das er 1937 bei Walter Brecht mit der Prüfung zum Diplom-Ingenieur beendete.

### Raketenbauer
Mit Ausbruch des Zweiten Weltkriegs wurde er 1939 in die Wehrmacht eingezogen und kam auf Grund seiner Qualifikation 1942 an die Heeresversuchsanstalt Peenemünde. Dort beteiligte er sich unter anderem an der Entwicklung der Flugabwehrrakete Wasserfall und wurde Leiter der Entwicklung der Flugabwehrrakete Taifun. Von 1946 bis 1950 arbeitete Scheufelen in der Gruppe um Wernher von Braun im Project Paperclip in den USA weiter am Bau von Raketen.

### Papierfabrik Scheufelen
Im Jahre 1950 kehrte Scheufelen nach Deutschland zurück und übernahm 1951 die Geschäftsführung und technische Leitung in der Papierfabrik seines Vaters. 1962 promovierte er zum Dr.-Ing. an der Technischen Universität München. Nach der Brandkatastrophe von Apollo 1 1967 wurde Scheufelen von der NASA beauftragt, schwer entflammbares Papier herzustellen. Dieses Papier wurde ab der ersten bemannten Apollo-Mondmission mitgeführt. Er entwickelte auch eine Reihe weiterer Spezialpapiere, wie etwa alterungsbeständiges Papier für den Vatikan.
1984 trat er von der aktiven Geschäftsführung der Papierfabrik Scheufelen zurück.

### Politiker
1952 trat Scheufelen in die CDU ein und übernahm unmittelbar den Vorsitz der Arbeitsgemeinschaft der Wirtschaftspolitischen Ausschüsse der CDU in Baden-Württemberg. 1953 wurde er in den Kreistag von Nürtingen gewählt und hatte dort von 1955 bis 1965 den Fraktionsvorsitz inne. Ebenfalls 1953 wurde er Vorstandsmitglied des Bundeswirtschaftsausschusses der CDU und Mitglied des Bundesparteiausschusses. Von 1958 bis 1971 führte er den Vorsitz des CDU-Landesverbands Nord-Württemberg. Er war von 1963 bis 1968 als Gründungsmitglied Vorsitzender und von 1968 bis 1979 stellvertretender Vorsitzender des Wirtschaftsrates der CDU. Außerdem war er von 1958 bis 1972 Mitglied im CDU-Bundesvorstand.
2011 berichtete Der Spiegel, dass Scheufelen seit 1956 unter der Codebezeichnung CAEDGE C -- 120 Informant für die CIA über die Aktivitäten der CDU gewesen war. Der Spiegel stützte sich dabei auf freigegebene US-amerikanische Akten.

### Familie
Scheufelen war seit Mai 1939 mit Rita Simon-Weidner verheiratet. Ihr gemeinsamer Sohn war Ulrich Scheufelen. Klaus Heinrich Scheufelen gehörte zur dritten Generation nach der Gründung des Familienunternehmens gleichen Namens in Lenningen und war evangelisch.

### Engagement
Neben der Leitung der Papierfabrik betätigte er sich unter anderem als Aufsichtsratsvorsitzender bei der Baresel AG und als Verwaltungsratsvorsitzender bei der Neckarhafen Plochingen AG. Darüber hinaus war er Aufsichtsratsvorsitzender der Maschinenfabrik Ravensburg AG.
Scheufelen engagierte sich für die Belange der Heimatvertriebenen. Als Gründungsmitglied der Heimbau Genossenschaft sorgte er dafür, dass im heutigen Ortsteil Hochwang in Lenningen preiswerte Baugrundstücke für die Vertriebenen zur Verfügung gestellt und Wohnungen gebaut wurden.
Er war Mitglied der schlagenden Studentenverbindung Corps Obotritia Darmstadt.

## Preise und Auszeichnungen
- 1955: Ehrensenator der Eberhard Karls Universität Tübingen[2]
- 1963: Großes Bundesverdienstkreuz mit Stern
- ab 1971: Ehrenvorsitzenden der CDU Nord-Württemberg[2]
- 1984: Verdienstmedaille des Landes Baden-Württemberg
- ab 1984: Ehrenvorsitzender des Wirtschaftsrates der CDU[2]
- 2006: Ludwig-Erhard-Gedenkmedaille in Gold des Wirtschaftsrates der CDU

## Veröffentlichungen
- Dissertationsschrift an der TH München: Untersuchung der Bedruckbarkeitseigenschaften von Papier mit Hilfe statistischer Methoden. Verlag der Bayerischen Akademie der Wissenschaften, München 1963
- Antworten zur Mitbestimmung auf einen Diskussionsbeitrag der Sozialausschüsse der CDU. Wirtschaftsrat der CDU, Bonn 1968
- Mythos Raketen : Chancen für den Frieden; Erinnerungen. Bechtle, Esslingen 2004